# ووداچ
ووداچ (به بلغاری: Vodach) یک منطقهٔ مسکونی در بلغارستان است که در شهرستان چرنوچن واقع شده‌است.
 ووداچ ۲٫۴ کیلومتر مربع مساحت و ۲۹۱ نفر جمعیت دارد.